# 倒卵孢黑腹菌
倒卵孢黑腹菌（学名：Melanogaster obovatisporus）是属于牛肝菌目黑腹菌科黑腹菌属的一种担子菌。该种分布于中国。